# باتريك رولان
باتريك رولان هو لاعب هوكي الجليد كندي، ولد في 7 يونيو 1969 في مونتريال في كندا.

## وصلات خارجية
- باتريك رولان على موقع EliteProspects.com (الإنجليزية)
- باتريك رولان على موقع Eurohockey.com (الإنجليزية)
- باتريك رولان على موقع HockeyDB.com (الإنجليزية)
- باتريك رولان على موقع أوليمبيديا (الإنجليزية)